# باب صريف (سور جدة)
باب صريف أحد أبواب سور جدة الثمانية، يقع في منطقة جدة التاريخية وسط مدينة جدة غرب المملكة العربية السعودية، يعد باب صريف رابع بوابات السور الغربية، وموقعه بين مبنى فندق البحر الأحمر وعمارة الفيصلية حاليا، ولا يعرف مصدر تسميته بهذا المسمى.